# Madâme, le film
Pour les articles homonymes, voir Madame (homonymie).
Madâme, le film est un film documentaire réalisé en trois parties par John Paul Lepers en 2005, qui brosse un portrait acerbe de Bernadette Chirac, épouse du 22e président de la République française, Jacques Chirac.
En 2007, il réalise le documentaire Madâme, le film, commandé par Canal+ en 2004. Après de multiples tractations entre le journaliste et la chaîne, cette dernière refuse de diffuser ce documentaire qui est alors diffusé sur Vodeo.tv, chaine de vidéo à la demande. Critikat note que le reportage a les « mêmes faiblesses formelles que les précédents ». La revue Première regrette que le film ne comprenne que « quelques rares informations concrètes » et que « Lepers se contente souvent de propos génériques obtenus d'opposants qui n'ont rien d'autre que des opinions à avancer. » Si le film ne comporte pas de révélation factuelle, Allo Ciné note : « En fait, Madâme est utile, voire nécessaire, car elle nous dit l'essentiel : dans le système de monarchie républicaine qui est le nôtre, le tabou premier c'est la Reine. »

### Sources et bibliographie
- Michel Despratx, « Chiraquisme : Bernadette reprend le pouvoir ! », sur bakchich.info, 12 mars 2008 (consulté le 11 mars 2014)
- « Madâme, le film », sur kinopoivre.eu, 1er juillet 2012 (consulté le 11 mars 2014)